# Simone Ciurletti
Simone Ciurletti (12. března 1829 Vàlor ve Val di Non – 26. května 1886 Trento) byl rakouský politik italské národnosti z Tyrolska (respektive z Jižního Tyrolska), v 2. polovině 19. století poslanec Říšské rady.

## Biografie
Byl velkostatkářem. Žil v Trentu. Pocházel ze starého patricijského rodu, který byl po staletí usedlý v Trentu.
Působil i jako poslanec Říšské rady (celostátního parlamentu Předlitavska), kam usedl ve volbách roku 1885 za kurii velkostatkářskou v Tyrolsku, II. voličský sbor. V parlamentu setrval do své smrti roku 1886. Ve volebním období 1885–1891 se uvádí jako hrabě Simon Ciurletti, statkář, bytem Trento. Na Říšské radě se po volbách v roce 1885 uvádí jako člen středového Coroniniho klubu.
Zemřel v květnu 1886.